# Hadjila Khelif
Hadjila Khelif est une boxeuse algérienne née le  1er septembre 1997 en Algérie.

## Biographie

### Carrière
Hadjila Khelif est médaillée d'argent dans la catégorie des moins de 69 kg aux Championnats d'Afrique de boxe amateur 2017 à Brazzaville.
Elle décroche la médaille d'or dans la catégorie des moins de 60 kg aux Jeux méditerranéens de 2022 à Oran ainsi que la médaille de bronze dans la même catégorie aux Championnats d'Afrique de boxe amateur 2022 à Maputo.
Elle remporte la médaille d'or dans la catégorie des moins de 60 kg aux Jeux panarabes de 2023 à Alger puis aux championnats d'Afrique de boxe amateur 2023 à Yaoundé ; elle est médaillée de bronze dans cette même catégorie aux Jeux africains de 2023 à Accra.